# Municipio Copacabana
Das Municipio Copacabana liegt im Departamento La Paz im Hochland des südamerikanischen Anden-Staates Bolivien.

## Lage im Nahraum
Das Municipio Copacabana ist eines von drei Municipios der Provinz Manco Kapac und liegt im nordwestlichen Teil der Provinz. Es grenzt im Nordosten, Norden und Westen an den Titicacasee, im Südosten an das Municipio Tito Yupanqui und im Süden an die Republik Peru.
Das Municipio hat 36 Ortschaften (localidades), der zentrale Ort des Municipios ist Copacabana mit 5579 Einwohnern im westlichen Teil des Municipios.

## Geographie
Das Municipio Copacabana liegt auf dem bolivianischen Altiplano auf der Copacabana-Halbinsel im Titicaca-See und umfasst auch die beiden Inseln Isla del Sol (Sonneninsel) und Isla de la Luna (Mondinsel). Die mittlere Höhe des Municipio beträgt 3850 m. Die Region weist ein ausgeprägtes Tageszeitenklima auf, bei dem die Temperaturschwankungen im Tagesverlauf deutlicher ausfallen als im Jahresverlauf.
Die Jahresdurchschnittstemperatur des Municipio liegt bei 8 °C (siehe Klimadiagramm Copacabana), die Monatswerte schwanken nur unwesentlich zwischen gut 5 °C im Juli und 10 °C im Dezember. Der Jahresniederschlag beträgt etwa 700 mm, die Monatsniederschläge liegen zwischen unter 10 mm in den Monaten Juni und Juli und zwischen 100 und 150 mm von Dezember bis März.

## Bevölkerung
Die Einwohnerzahl des Municipios Copacabana ist zwischen 1992 und 2024 um knapp ein Drittel angestiegen:
| Jahr | Einwohner | Quelle       |
| ---- | --------- | ------------ |
| 1992 | 13.573    | Volkszählung |
| 2001 | 14.586    | Volkszählung |
| 2012 | 14.931    | Volkszählung |
| 2024 | 17.431    | Volkszählung |

Das Municipio hatte bei der letzten Volkszählung von 2024 eine Bevölkerungsdichte von 96,8 Einwohnern/km², die Lebenserwartung der Neugeborenen im Jahr 2001 lag bei 63,3 Jahren, die Säuglingssterblichkeit war von 6,5 Prozent (1992) auf 5,9 Prozent im Jahr 2001 gesunken.
Der Alphabetisierungsgrad bei den über 19-Jährigen beträgt 71,6 Prozent, und zwar 88,0 Prozent bei Männern und 57,8 Prozent bei Frauen (2001).
65,9 Prozent der Bevölkerung sprechen Spanisch, 94,3 Prozent sprechen Aymara, und 0,4 Prozent Quechua. (2001)
40,6 Prozent der Bevölkerung haben keinen Zugang zu Elektrizität, 62,5 Prozent leben ohne sanitäre Einrichtung (2001).
75,0 Prozent der Haushalte besitzen ein Radio, 29,7 Prozent einen Fernseher, 22,0 Prozent ein Fahrrad, 0,7 Prozent ein Motorrad, 3,0 Prozent ein Auto, 3,1 Prozent einen Kühlschrank, 6,2 Prozent ein Telefon. (2001)

## Politik
Ergebnis der Regionalwahlen (concejales del municipio) vom 4. April 2010:
| Wahlberechtigte |  | Stimmen | gültig |  | MAS-IPSP | MAYA-C | F.R.C.U.P. | ASP    | MSM   | M.P.S. | FPV   |
| --------------- |  | ------- | ------ |  | -------- | ------ | ---------- | ------ | ----- | ------ | ----- |
| 7.504           |  | 6.870   | 4.962  |  | 1.238    | 1.187  | 954        | 707    | 427   | 345    | 104   |
|                 |  | 91,6 %  | 72,2 % |  | 24,9 %   | 23,9 % | 19,2 %     | 14,2 % | 8,6 % | 7,0 %  | 2,1 % |

Ergebnis der Regionalwahlen (elecciones de autoridades políticas) vom 7. März 2021:
| Wahl- berechtigte |  | Wahl- beteiligung | gültige Stimmen |  | MAS-IPSP | J.A.LLALLA.L.P. | SOL.BO | PBCSP  | VENCEREMOS | MTS    | FPV    |
| ----------------- |  | ----------------- | --------------- |  | -------- | --------------- | ------ | ------ | ---------- | ------ | ------ |
| 8.759             |  | 7.828             | 6.475           |  | 3.035    | 1.485           | 452    | 419    | 244        | 218    | 193    |
|                   |  | 89,37 %           | 82,72 %         |  | 46,87 %  | 22,93 %         | 6,98 % | 6,47 % | 3,77 %     | 3,37 % | 2,98 % |

## Gliederung
Das Municipio untergliederte sich bei der letzten Volkszählung von 2012 in die folgenden drei Kantone (cantones):
- 02-1701-01 Kanton Copacabana – 14 Ortschaften – 8.653 Einwohner (2001: 8.194 Einwohner)
- 02-1701-02 Kanton Locka – 7 Ortschaften – 2.425 Einwohner (2001: 2.388 Einwohner )
- 02-1701-03 Kanton Zampaya – 15 Ortschaften – 3.853 Einwohner (2001: 4.004 Einwohner)

## Ortschaften im Municipio Copacabana
- Kanton Copacabana
  - Copacabana 5579 Einw. – Huacuyo 700 Einw.

- Kanton Locka
  - Locka 892 Einw. – Khasani 374 Einw.

- Kanton Zampaya
  - Cha'lla 871 Einw. – Yumani 746 Einw. – Yampupata 365 Einw. – Challapampa 177 Einw. – Zampaya 141 Einw.